# Max Wien

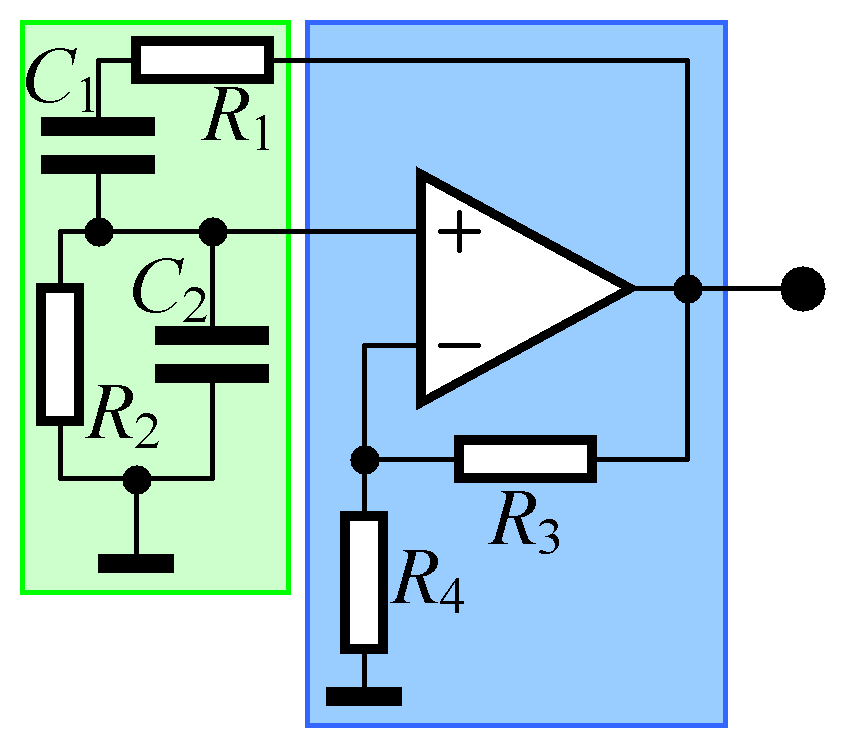
Schemat oscylatora z mostkiem Wiena, produkującym sygnał sinusoidalny o szerokim zakresie częstotliwości. Oscylator ten został później dopracowany przez Wiliama Hewletta w jego pracy magisterskiej (Stanford University) i stał się pierwszym produktem firmy Hewlett-Packard

Max Wien (ur. 25 grudnia 1866 w Królewcu, zm. 24 lutego 1938 w Jenie) – fizyk niemiecki, dyrektor Instytutu Fizyki na Uniwersytecie w Jenie.

## Życiorys
Studiował pod nadzorem Helmoltza i Kundta. W 1904 objął stanowisko profesora zwyczajnego w nowo budowanej Politechnice Gdańskiej. W 1911 został dyrektorem Instytutu Fizyki Uniwersytetu w Jenie.
Konstruktor szeregu układów elektronicznych nazywanych czasem jego imieniem, w latach 1906–1909 opracował transmiter radiowy i przedstawił wiele prac dotyczących prądu przemiennego, drgań elektrycznych oraz telegrafii bezprzewodowej. Krytykował teorię rezonansu Helmholtza. W chemii fizycznej odkrywca efektu silnych pól elektrycznych na przewodnictwo elektrolitów i ruchliwość jonów nazywanego jego imieniem (ang.Wien effect).